# Koki
 (août 2025).
Si vous êtes l’auteur de ce texte, vous êtes invité à donner votre avis ici. À moins qu’il soit démontré que l’auteur de la page autorise la reproduction et que ce contenu soit compatible avec les principes fondateurs de Wikipédia, cette page sera supprimée ou purgée au bout d’une semaine maximum. En attendant le retrait de cet avertissement, veuillez ne pas réutiliser ce texte.
Le koki est non seulement l'un des principaux mets des Mbo du Moungo, mais aussi des Bazou et des Bafang[Qui ?] et du Sud-Ouest, ou encore chez les Maka, les Bassa et les Banen, Ouest, toutes ces zones constituant des régions du Cameroun. De couleur jaune doré, fait à base de haricots blancs (du nom scientifique Vigna unguiculata) et d'huile de palme, cette dernière est essentielle pour le goût du gâteau. Le koki se consomme traditionnellement avec de la banane plantain.
Il est d'origine camerounaise.

## Présentation
Le koki est une papillote végétale à base de pâte culinaire de tubercules (manioc, patate), de légumineuses (pois de terre, cornille) et de céréales (maïs, surtout frais) agrémentée d’huile de palme et farcie ou non de feuilles-légumes (macabo, taro). Il est généralement admis que cette spécialité est originaire d’un ensemble de peuples des régions du Littoral et du Sud-Ouest et de l’Ouest. Cela est d’ailleurs reconnu et inscrit comme tel par le ministère des Arts et de la Culture, parmi les 111 éléments du patrimoine culturel immatériel national du Cameroun, dans un arrêté datant du 21 février 2021. La définition retenue dans ce document est, cependant, uniquement celle à base de cornille. Cette variété de koki est de loin la plus connue et la plus répandue.

## Emprunt culinaire
Si cette papillote végétale en est arrivée à se retrouver, entre autres, chez les Bazou et, plus largement, chez les peuples bamiléké situés dans la région de l’Ouest-Cameroun, c’est à la faveur d’un phénomène appelé emprunt alimentaire ou culinaire. Celui-ci consiste en ce qu’un peuple, en raison de sa proximité géographique, de ses liens patrimoniaux et matrimoniaux ou encore de ses besoins vitaux, adopte d’un autre peuple une spécialité, puis l’adapte à sa convenance. La richesse des cuisines camerounaises tient en effet à ce paradigme social, qui concourt tant bien que mal à la cohésion nationale entre les peuples.
Même s’il n’est pas venu à l’esprit des autorités traditionnelles du Moungo de citer les peuples du Wouri à leurs côtés, en particulier le peuple douala, on peut tout de même convoquer, pour des raisons pratiques, des éléments linguistiques chez ce dernier pour faire quelques rapprochements sociologiques pertinents. Par une reconstruction étymologique, on retrouve en douala le gastronyme koki sous la forme ekó̱kí qui, lui-même, est dérivé de ko̱ko̱, c’est-à-dire piler, broyer ou écraser. Ainsi, koki signifie « ce qui est écrasé » ou tout simplement « pâte culinaire ». Selon donc toute vraisemblance, le gastronyme kekua des Bazou viendrait du gastronyme koki. Rappelons au passage qu’on retrouve un plat très proche au Nigeria chez les Efik (èkòkí) et chez les Yoruba (ẹ̀kọ), à la seule différence que celui-ci est fait à base de maïs frais.
Viendrait-il à l’esprit des Arabes de contester la patrimonialité du soya et du kilichi aux Haoussas du Cameroun au motif que ces deux gastronymes viennent de la langue l’arabe ? Dans quelle mesure les Douala et les Kom se verraient-ils retirer le fufu comme patrimoine culinaire du fait qu’il vient du peuple akan du Ghana ? Et enfin, serait-il juste de dissoudre le Festival du kanga du Nyong-et-Mfoumou pour la simple et bonne raison que le poisson célébré à cette occasion vient en réalité du Nord-Cameroun et, de plus, qu’il tient son nom du ministre Victor Kanga, qui était originaire de Banka, dans la région de l’Ouest-Cameroun ? Ce questionnement sur l’origine de certaines spécialités de la gastrodiversité du Cameroun vise à montrer que les « communautés, les groupes et les individus qui créent, entretiennent et transmettent le patrimoine culturel immatériel » ne sont pas toujours faciles à identifier.[style trop lyrique ou dithyrambique]

## Graine de koki
Les graines de koki peuvent aussi être utilisées pour la préparation de beignets koki.

Variétés de cuisson du koki (Vigna unguiculata)
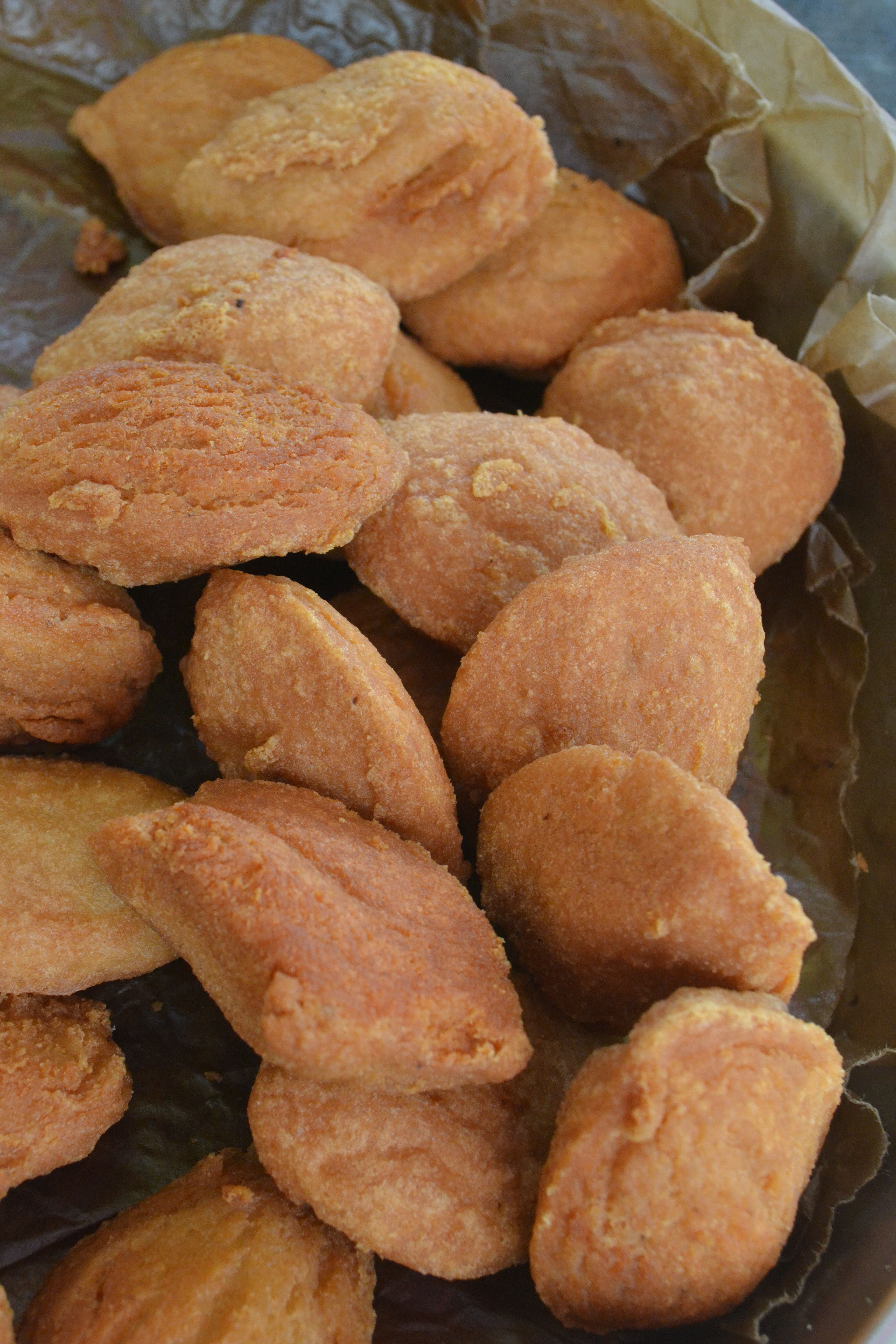
Beignets koki
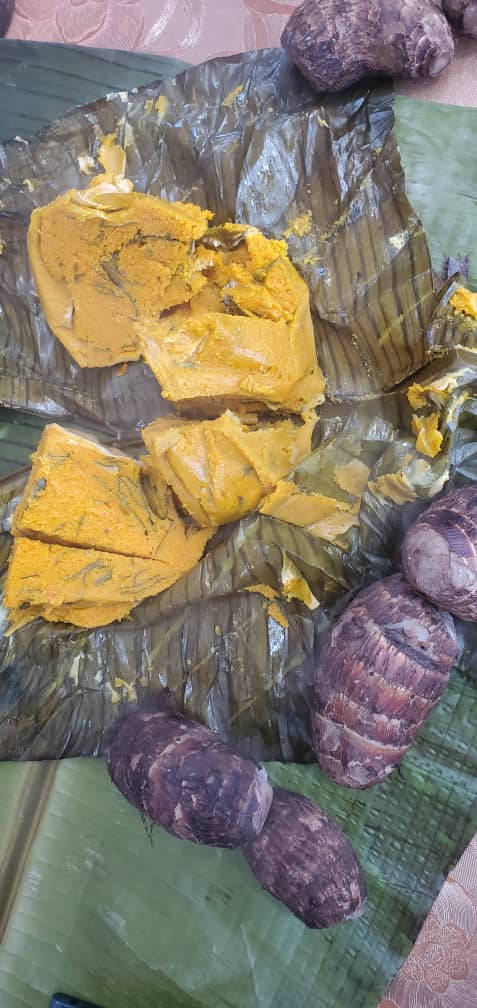